# 実録! スティーヴン・セガール警察24時!
『実録! スティーヴン・セガール警察24時!』（原題：Steven Seagal: Lawman）は、2009年から2014年に放送されたスティーヴン・セガール主演のリアリティ番組である。

## 概要
- 俳優業の傍らルイジアナ州ジェファーソン郡の副保安官として勤務するスティーヴン・セガールの活動に密着するリアリティ番組。

- シーズン3は、セガールのセクハラ問題により米国では3話のみ放送した後お蔵入りとなった。米国内のストリーミングサービスでもシーズン3は除外されており、実質お蔵入り状態となっている[1]。

### 日本でのリリース
- 日本ではシーズン1のDVD-BOXが2011年5月3日にリリースされた(販売元：ハピネット)[2]。字幕と吹替の両方が収録されており、セガールの吹替は大塚明夫が担当している。

- 2016年4月からはFOXムービーでシーズン1から3の全エピソードが放送された。米国内でお蔵入りになったシーズン3(8エピソード)は全て放送され、DVD未発売だったシーズン2と3についても大塚明夫による吹替版が新規製作された[3]。

- 2018年にはBS11でシーズン1が不定期放送された[4]。

## エピソード
- シーズン1
  - 第1話「警官 スティーヴン・セガール」
  - 第2話「疑惑の交通事故」
  - 第3話「飲酒運転の悲劇」
  - 第4話「犯人の逃走」
  - 第5話「緊張の囮捜査」
  - 第6話「ギャングの更生」
  - 第7話「無敵の門番」
  - 第8話「激震の麻薬戦争」
  - 第9話「恩師との約束」
  - 第10話「正義の銃砲」
  - 第11話「追走劇の末に」
  - 第12話「生死の分れ目」
  - 第13話「沈黙の殺人事件」

- シーズン2[5]
  - 第1話 「闇夜の危険運転」
  - 第2話 「囮捜査の結末」
  - 第3話 「銃犯罪の脅威」
  - 第4話 「射撃の名手」
  - 第5話 「麻薬の温床」
  - 第6話 「盗難車を追え」
  - 第7話 「子供たちに未来を」
  - 第8話 「はびこる薬物犯罪」

- シーズン3[6]
  - 第1話 「武装する犯罪者たち」
  - 第2話 「殉職者への誓い」
  - 第3話 「保安官に演技指導」
  - 第4話 「メキシコとの危険な国境」
  - 第5話 「武術の心得」
  - 第6話 「いにしえの知恵に学ぶ」
  - 第7話 「砂ににじむ血」
  - 第8話 「先生と教え子」